# Шведська база даних фільмів

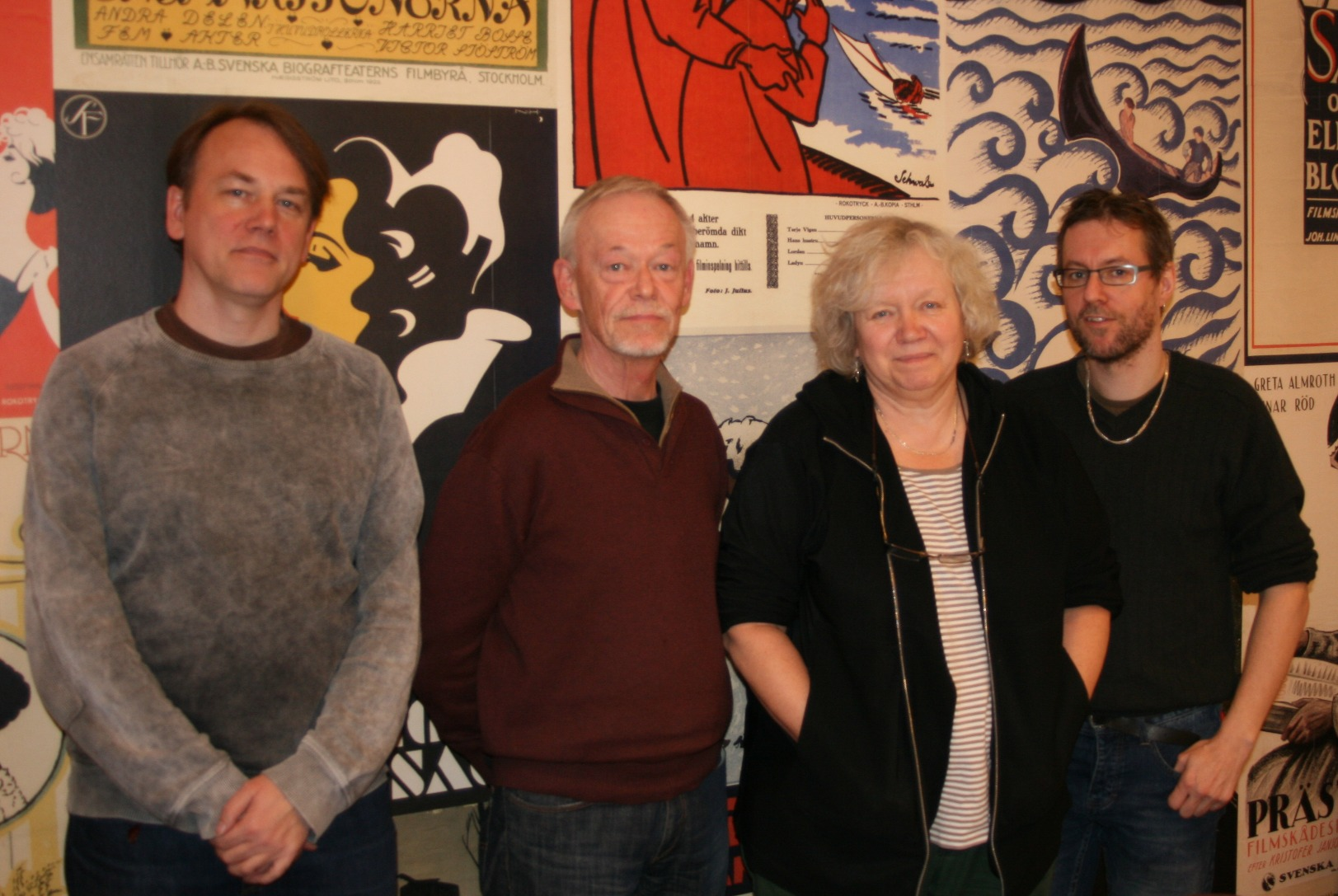
Редактори Шведської бази даних фільмів у грудні 2009

Шведська база даних фільмів (швед. Svensk Filmdatabas) — інтернет-база даних про шведські фільми, видана Шведським інститутом кінематографії. У ній міститься інформація про всі шведські кінофільми з 1897 року та зарубіжні кінострічки, прем'єри яких відбулися у Швеції. Містить також біографії акторів, режисерів, продюсерів та інших кінематографістів, які брали участь у створенні шведських фільмів протягом багатьох років.
База даних створена за підтримки Stiftelsen Riksbankens Jubileumsfond Stiftelsen Riksbankens jubileumsfond та включає в себе близько 62 000 фільмів (17 000 шведських фільмів) і 265 000 персоналій.